# 예카테리나 (드라마)
《예카테리나》(러시아어: Екатерина)는 러시아 제국의 황금 시대를 세우고 그 공적에 의해 황제의 칭호를 얻은 예카테리나 2세의 생애를 그린 로시야 1의 역사 드라마이다. 러시아가 유럽의 강대국 가운데 하나가 되고 예카테리나에게 '위대한'이라는 칭호가 붙기까지의 이야기를 그렸다. 첫 번째 시즌은 러시아의 황제가 되기 위한 이야기로 구성되어있다.

## 출연 및 역할
- 마리나 알렉산드로바: 예카테리나 2세 역할
- 알렉산드르 야첸코: 표트르 3세 역할
- 율리야 아우크: 옐리자베타 페트로브나 역할
- 파벨 타바코프: 파벨 1세 역할
- 블라디미르 멘쇼프: 알렉세이 베스투제프류민 역할
- 리날 무하메토프: 세르게이 살티코프 역할
- 알렉산드르 라자레프: 알렉세이 라주몹스키 역할
- 알렉세이 보로비요프(시즌 1) / 마르친 스테츠(시즌 2, 시즌 3): 스타니스와프 아우구스트 포니아토프스키 역할
- 키릴 룹초프(시즌 1) / 이고리 스클랴르(시즌 2, 시즌 3): 이반 베츠코이 역할
- 세르게이 스트렐니코프(시즌 1) / 세르게이 마린(시즌 2, 시즌 3): 그리고리 오를로프 역할
- 콘스탄틴 라브로넨코: 장 아르망 드 르토크 역할
- 니콜라이 코자크: 알렉산드르 슈발로프 역할
- 미하일 가브릴로프(시즌 1) / 아르툠 알렉세예프(시즌 2, 시즌 3): 알렉세이 그리고리예비치 오를로프 역할
- 블라디미르 야글리치: 그리고리 포툠킨 역할
- 세르게이 콜타코프: 니키타 파닌 역할
- 미하일 고레보이: 스테판 셰슈콥스키 역할
- 스타니슬라프 스트렐코프: 아담 올수피예프 역할